# زنش
زنش روستایی از توابع بخش دیلمان شهرستان سیاهکل در استان گیلان ایران است. زبان مردم روستای زنش تاتی است و فارسی را به عنوان زبان دوم صحبت می‌کنند. به گفته محققین تات در زبان اهالی گیلان به معنی بومی، روستایی و یکجانشین می‌باشد و منظور از تات همان قوم گیلک است و منظور از زبان تاتی همان زبان گیلکی می‌باشد.

## جمعیت
این روستا در دهستان پیرکوه قرار دارد و براساس سرشماری مرکز آمار ایران در سال ۱۳۸۵، جمعیت آن ۸۹ نفر (۲۶خانوار) بوده‌است.